# Wladimir Gennadjewitsch Denissow
Wladimir Gennadjewitsch Denissow (russisch Владимир Геннадьевич Денисов; * 22. Mai 1947 in Gorki) ist ein ehemaliger russischer Florett-Fechter, der für die Sowjetunion startete. Er gewann eine Silbermedaille bei Olympischen Spielen.

## Erfolge
Am 2. September 1972 gewann Denissow bei den Olympischen Spielen 1972 in München mit der sowjetischen Mannschaft die Silbermedaille im Florett-Teamwettbewerb. Im Einzel belegte er den fünften Platz. Bei den Olympischen Spielen 1976 in Montreal belegte er den vierten Platz mit der Mannschaft und den siebten Platz im Einzel.
Mit der sowjetischen Mannschaft wurde Denissow zweimal Weltmeister (1973 und 1974) und einmal Vizeweltmeister (1975). 1975 gewann er zudem die Bronzemedaille im Florett-Einzel.
1979 beendete Denissow seine Karriere und arbeitete fortan als Trainer. Von 1997 bis 2008 war er Präsident der Fecht-Föderation der Oblast Nischni Nowgorod.

## Auszeichnungen
- 2000:  Verdienter Meister des Sports Russlands[3]